# Laura Wilkinson
Laura Ann Wilkinson (* 17. November 1977 in Houston, Texas) ist eine ehemalige US-amerikanische Wasserspringerin. Bei den Olympischen Sommerspielen 2000 gewann sie Gold im Turmspringen.
Neben dem Turmspringen trat sie bei Wettkämpfen im Synchronspringen sowohl vom Turm als auch vom 3-Meter-Brett an.
Wegen einer Verletzung am Fuß übte Wilkinson einen ihrer Sprünge bei den Olympischen Sommerspielen 2000 mit einem Handstand anfangen aus. In diesem Wettbewerb war dies ein absolutes Novum. Vier Jahre später bei den Olympischen Sommerspielen in Athen belegte sie den fünften Platz. Bei ihrer letzten Olympiateilnahme im Jahr 2008 wurde sie Neunte. Im Jahr 2004 konnte sie den Weltcup gewinnen. Ein Jahr später wurde sie Weltmeisterin.
Im Jahr 2008 gab sie ihren Rücktritt bekannt. 2017 wurde sie in die International Swimming Hall of Fame aufgenommen.